# Maizery
Maizery – miejscowość i dawna gmina we Francji, w regionie Grand Est, w departamencie Mozela. W 2013 roku jej populacja wynosiła 202 mieszkańców. 
W dniu 1 czerwca 2016 roku z połączenia dwóch ówczesnych gmin – Colligny oraz Maizery – powstała nowa gmina Colligny-Maizery. Siedzibą gminy została miejscowość Colligny. 